# Terry Wogan
 Der er for få eller ingen kildehenvisninger i denne artikel, hvilket er et problem. Du kan hjælpe ved at angive troværdige kilder til de påstande, som fremføres i artiklen.

Sir Michael Terence "Terry" Wogan (født 3. august 1938 – død 31. januar 2016) var en irsk-britisk radio- og tv-vært, der arbejdede i England for BBC gennem det meste af sin karriere. Ved slutningen af sin karriere havde han i 2009 stabilt otte millioner lyttere til sit program Waking Up to Wogan, hvilket gjorde ham til den mest populære radiovært i Europa.
Wogan var fra slutningen af 1960'erne en af de mest kendte mediepersoner i Storbritannien. Udover for sit faste radioprogram blev han kendt for en række tv-programmer, herunder talk-shows, velgørenhedsshows, konkurrencer (herunder Comeback Dancing, en engelsk udgave af Vild med dans) samt som kommentator for BBC på Eurovision Song Contest (1971-2008). I Danmark blev han indirekte kendt, da det kom frem, at Wogan ved Eurovision Song Contest 2001 i København omtalte værterne Natasja Crone og Søren Pilmark som "Tandfeen og Doktor Død" ("Tooth Fairy and Doctor Death").